# 貝雷石脂鯉
貝雷石脂鯉，為輻鰭魚綱脂鯉目脂鯉亞目脂鯉科的其中一個種。分布於中美洲哥斯大黎加及巴拿馬的淡水流域，本魚體色銀色，背面灰綠色，腹面銀白色。在鰓蓋後面具一條細的黑色橫帶，尾部有長菱形的黑色斑點，體長可達26.5公分，棲息在中海拔、水流湍急的溪流，會在沙地掘洞築巢產卵，屬雜食性，以植物、果實、甲殼類、蠕蟲等為食，可當作遊釣魚。

## 扩展阅读
維基物種上的相關：貝雷石脂鯉